# Сітронікс інформаційні технології

Логотип «Сітронікс інформаційні технології»

Сітро́нікс Інформаці́йні Техноло́гії ́  — міжнародна IT-компанія. Заснована в 1990 році, до червня 2008 року працювала під брендом «Квазар-Мікро». Головний офіс розташований у місті Київ, Україна. У вересні 2012 року увійшла до складу NVision Group в результаті інтеграції активів групи ВАТ «РТІ» та ЗАТ «NVision Group». З червня 2013 року компанія перейшла під бренд «Енвіжн Груп» (Енвіжн — Україна)

## Діяльність
Компанія надає послуги з побудови ІТ-інфраструктури, управлінського і технологічного консалтингу, впровадження систем управління підприємством, системної інтеграції, розробки програмного забезпечення, сервісу та навчання.
Серед партнерів — лідери світового IT-ринку Oracle, Cisco Systems, Microsoft, IBM, Hewlett-Packard, Motorola та інші компанії.
Компанія впроваджує ІТ-рішення світових лідерів і власні розробки в різних сферах бізнесу: телекомунікації, фінанси, роздрібна торгівля, промисловість, агровиробництво, транспорт, а також в органах державної влади і освіти.

## Історія Компанії
90-і:
- 12.11.1990 Заснування компанії «Квазар-Мікро» підприємцем Уткіним Євгеном Володимировичем.
- 1991 «Квазар-Мікро» реалізує свій перший комп'ютер
- 1992 Компанія визнана найкращим дистриб'ютором Intel в СНД[1]
- 1993 Вихід на міжнародний рівень — відкриття представництв у Москві, Мінську і Кишиневі. Команда «Квазар-Мікро» представляє Україну на комп'ютерній виставці CeBIT (Ганновер, Німеччина)
- 1994 В Києві вперше пройшла виставка-презентація "Дні «Квазар-Мікро». Відкритий навчальний центр «Квазар-Мікро»
- 1995 Збудований новий сервісний центр «Квазар-Мікро» — найбільший комп'ютерний сервісний центр в Україні
- 1996 Запуск у виробництво ПК під торговими марками Advantis, Premium і Premium Pro
- 1997 Початок виробництва серверів під торговою маркою NetFire. У 9 містах України вперше проводиться «ТехноШоу» — навчально-просвітницька акція у виді серії семінарів і презентацій. Відкрито напрям «Системна інтеграція»
- 1998 Початок виробництва ноутбуків під торговою маркою Senator
- 1999 Виробництво компанії сертифіковане відповідно до вимог ISO 9001. Перше в Україні впровадження системи управління підприємством на базі Oracle e-Business Suite

2000-і:
- 2000 Впроваджена власна система електронного бізнесу, створений дистрибуторський центр «Квазар-Мікро»
- 2001 Впровадження нового стандарту сервісу: створення загальнонаціональної сервісної мережі, що надає послуги цілодобового супроводу на трьох чвертях території країни
- 2002 Компанія одержала від ЄБРР кредит на реалізацію масштабного проєкту створення «Фабрики Квазар-Мікро», нового комп'ютерного виробництва компанії. «Квазар-Мікро» упровадила в Промінвестбанку перше в Україні катастрофостійке рішення (на базі технології геокластерів)
- 2003 Компанія за номером один включена до національного Реєстру виробників і розповсюджувачів програмного забезпечення. Введена в дію «Фабрика Квазар-Мікро» найбільше в Україні підприємство з виробництва комп'ютерної техніки із запланованою потужністю 200 тис. комп'ютерів на рік.[2] Відкрито виробництво власних дискових масивів під торговою маркою FireStore. Компанія виграла тендер, оголошений Організацією безпеки і співробітництва в Європі (ОБСЄ), і стала першою українською IT-компанією, що отримала перемогу в міжнародному тендері.
- 2004 Компанія «Квазар-Мікро» стала частиною концерну Сітронікс, що входить до АФК «Система». Маючи підтримку стратегічного інвестора, компанія здобула унікальні можливості для розвитку. «Квазар-Мікро» визнана «Партнером року» компанії Oracle.
- 2005 Система якості розробки програмного забезпечення в «Квазар-Мікро» сертифікована на відповідність вимогам стандарту SEI CMMI Maturity Level 4. Сформована структура компанії «Квазар-Мікро Росія», виконані перші крупні проєкти. Компанія «Квазар-Мікро» діє у 18 країнах світу
- 2006 Проєкт створення найбільшого у світі розподіленого contact-центру для ВАТ «Мобільні Телесистемы» визнаний найкращим телекомунікаційним рішенням «Тижня цифрових технологій — 2006» і відмічений нагородою Digital Week Highlight 2006. Компанія розширює лінійку рішень для вертикальних ринків, представляє комплексні системи автоматизації для холдингових компаній, сільського господарства, банківського сектора та ін. Оборот компанії склав 560 млн дол.
- 2007 Компанія Sitronics успішно провела IPO на лондонській фондовій біржі. «Квазар-Мікро» стає частиною публічної компанії. «Квазар-Мікро» займає перші рядки рейтингів ІТ-компаній в Україні і Росії. Реалізований перший консалтинговий проєкт на території Євросоюзу. Завершений ряд крупних проєктів у Вірменії, Білорусі, Казахстані. Компанія вступає до Асоціації підприємств інформаційних технологій України
- 18.06.2008 «Квазар-Мікро» в Росії переходить на новий бренд «Сітронікс Інформаційні Технології», в Україні, Білорусі, Казахстані, інших країнах СНД, країнах Балтії і Східної Європи до кінця 2008 року використовуються два бренди: Сітронікс Інформаційні Технології (Квазар-Мікро)
- 2009 — В червні 2009 компанія «Kvazar-Micro Securities» викупила у ВАТ «Сітронікс» напрям IT-дистрибуції та бренд «Квазар-Мікро».
- 2012 — У вересні 2012 року компанія «Сітронікс Інформаційні Технології» увійшла до складу NVision Group[ru] в результаті інтеграції активів групи ВАТ «РТІ» та ЗАТ «NVision Group».[3][4]
- З червня 2013 року компанія перейшла під бренд NVision Group[ru] («Енвіжн — Україна»).[5]
- Згідно рішення Ради національної безпеки і оборони України від 28 квітня 2017 року АТ «ЕНВІЖН ГРУП» внесено до "Переліку осіб, до яких застосовуються обмежувальні заходи (санкції)[6].
- В 2021 році компанія Sitronics змінила власника, у зв'язку з чим було переглянуто стратегію розвитку та напрями діяльності. Також здійснено повноцінний ребрендинг, під час якого компанія змінила назву на Seeton.